# Christian McKay
Christian McKay, född 1973 i Bury, Lancashire, är en brittisk skådespelare.
McKay har bland annat medverkat i TV-serien Warrior. Han har även medverkat filmerna Mrs. Harris Goes to Paris och Florence Foster Jenkins.

## Filmografi (i urval)
- 2010 – Du kommer att möta en lång mörk främling
- 2014 – The Theory of Everything
- 2016 – Florence Foster Jenkins
- 2019–2023 – Warrior (TV-serie)
- 2022 – Mrs. Harris Goes to Paris
- 2022 – Dangerous Liaisons (TV-serie)